# Happn
happn är en platsbaserad dejtingapp främst för smartphones som utvecklats av FTW & Co för bland annat IOS och Android. Appen finns även för Windows. I juli 2014 hade appen 40 000 dagliga användare och januari 2016 hade appen 10 miljoner användare.